# Tiltonsville
Tiltonsville é uma vila localizada no estado norte-americano de Ohio, no Condado de Jefferson.

## Demografia
Segundo o censo norte-americano de 2000, a sua população era de 1329 habitantes.
Em 2006, foi estimada uma população de 1235, um decréscimo de 94 (-7.1%).

## Geografia
De acordo com o United States Census Bureau tem uma área de
1,4 km², dos quais 1,4 km² cobertos por terra e 0,0 km² cobertos por água. Tiltonsville localiza-se a aproximadamente 200 m acima do nível do mar.

## Localidades na vizinhança
O diagrama seguinte representa as localidades num raio de 8 km ao redor de Tiltonsville.